# Блаксберг (Південна Дакота)
Блаксберг (англ. Blucksberg Mountain) — переписна місцевість (CDP) в США, в окрузі Мід штату Південна Дакота. Населення — 467 осіб (2020).

## Географія
Блаксберг розташований за координатами 44°21′34″ пн. ш. 103°27′14″ зх. д. / 44.35944° пн. ш. 103.45389° зх. д. (44.359341, -103.453790).  За даними Бюро перепису населення США в 2010 році переписна місцевість мала площу 1,73 км², уся площа — суходіл.

## Демографія
Згідно з переписом 2010 року, у переписній місцевості мешкали 462 особи в 189 домогосподарствах у складі 156 родин. Густота населення становила 267 осіб/км².  Було 205 помешкань (118/км²).
Расовий склад населення:
| - 96,1 % — білих - 3,0 % — корінних американців |

До двох чи більше рас належало 0,4 %. Частка іспаномовних становила 1,5 % від усіх жителів.
За віковим діапазоном населення розподілялося таким чином: 19,3 % — особи молодші 18 років, 69,2 % — особи у віці 18—64 років, 11,5 % — особи у віці 65 років та старші. Медіана віку мешканця становила 49,2 року. На 100 осіб жіночої статі у переписній місцевості припадало 107,2 чоловіків;  на 100 жінок у віці від 18 років та старших — 103,8 чоловіків також старших 18 років.
Середній дохід на одне домашнє господарство  становив 75 751 долар США (медіана — 56 559), а середній дохід на одну сім'ю — 76 746 доларів (медіана — 56 675). 
Цивільне працевлаштоване населення становило 355 осіб. Основні галузі зайнятості: будівництво — 29,0 %, фінанси, страхування та нерухомість — 25,9 %, транспорт — 23,7 %.